# Dominique Bucchini
Dominique Bucchini (Sartène, Còrsega, 1943) és un polític cors. Durant anys treballà com a mestre a la Vendée i a París, fins que el 1977 tornà a Còrsega.
Militant del Partit Comunista Francès des del 1972, fou diputat al Parlament europeu de 1981 a 1984. També va ser batlle de Sartène de 1977 a 2000 i ha estat escollit conseller de l'Assemblea de Còrsega a les eleccions de 1982, 1984, 1992, 1998 i 2004. Oposat tant al nacionalisme cors com a les activitats polítiques de Jean-Paul de Rocca-Serra, el 1996 va patir un atemptat del FLNC-Canal Històric.

## Obres
- De la Corse en général et de certaines vérités en particulier (1997)[4][2]